# Ратово (Нижегородская область)
Ратово — село в Сеченовском районе Нижегородской области. Входит в состав Мурзицкого сельсовета.

## Расположение
Село располагается на левом берегу реки Суры. Из районного центра (село Сеченово) до села можно добраться по шоссе через село Красный Остров; также в село ведёт грунтовая дорога из деревни Барятино (Пильнинский район).

## Достопримечательности
Достопримечательность села составляет церковь Вознесения Господня, построенная в 1785 году. Этот памятник архитектуры включён в «Государственные списки памятников истории и культуры Нижегородской области».

## Инфраструктура
В Ратово расположено сельское отделение почтовой связи (индекс 607565). На берегу Суры действует пристань Дурасово.

## Население
| 2002 | 2010 |
| ---- | ---- |
| 677  | ↘520 |